# Buzica
Buzica (in ungherese Buzita) è un comune della Slovacchia facente parte del distretto di Košice-okolie, nella regione di Košice.